# Liste der Kulturdenkmäler in Breitenheim
In der Liste der Kulturdenkmäler in Breitenheim sind alle Kulturdenkmäler der rheinland-pfälzischen Ortsgemeinde Breitenheim aufgeführt. Grundlage ist die Denkmalliste des Landes Rheinland-Pfalz (Stand: 2. August 2023).

## Einzeldenkmäler
| Bezeichnung         | Lage                | Baujahr | Beschreibung | Bild                           |
| ------------------- | ------------------- | ------- | --- | ------------------------------ |
| Wohnhaus            | Hauptstraße 61 Lage | um 1910 | ehemaliges Lehrerwohnhaus; villenartiger Mansardwalmdachbau, Heimatstil, um 1910                                | Fotos hochladen                |
| Evangelische Kirche | Kirchstraße Lage    | 1912    | historisierender Saalbau, Heimatstil, 1912, Kreisbaumeister Damm, spätgotischer Chor; römische Sandsteinreliefs | weitere Bilder Fotos hochladen |